# The Orbison Way
The Orbison Way es el séptimo álbum de estudio del músico estadounidense Roy Orbison, publicado por la compañía discográfica MGM Records en enero de 1966. Alcanzó el puesto 128 en la lista estadounidense Billboard 200 y fue el último álbum de estudio de Orbison en entrar en la lista de éxitos en dos décadas, hasta el lanzamiento en 1987 de In Dreams: The Greatest Hits. El álbum incluyó también dos sencillos: «Crawling Back» y «Breaking Up Is Breaking My Heart», ambos top 30 en la lista Billboard Hot 100.

## Lista de canciones
Todas las canciones compuestas por Roy Orbison y Bill Dees excepto donde se anota.
Cara A
1. "Crawling Back" - 3:16
2. "It Ain't No Big Thing" - 2:23
3. "Time Changed Everything" (Buddy Buie, John Rainey Adkins) - 2:10
4. "This Is My Land" (Dees) - 3:06
5. "The Loner" (Dees, Adkins) - 2:24
6. "Maybe" - 2:25

Cara B
1. "Breakin' Up Is Breakin' My Heart" - 2:10
2. "Go Away" - 3:04
3. "A New Star" - 3:00
4. "Never" - 2:16
5. "It Wasn't Very Long Ago" (Barry Booth) - 2:34
6. "Why Hurt the One Who Loves You?" - 2:37

## Posición en listas
Álbum
| País           | Lista         | Posición |
| -------------- | ------------- | -------- |
| Estados Unidos | Billboard 200 | 128      |

Sencillos
| Sencillo                           | País           | Lista             | Posición |
| ---------------------------------- | -------------- | ----------------- | -------- |
| «Crawling Back»                    | Estados Unidos | Billboard Hot 100 | 46       |
| «Crawling Back»                    | Reino Unido    | UK Singles Chart  | 19       |
| «Breakin' Up Is Breakin' My Heart» | Estados Unidos | Billboard Hot 100 | 31       |
| «Breakin' Up Is Breakin' My Heart» | Reino Unido    | UK Singles Chart  | 22       |